# Slingsby Hjordis
Die Slingsby Hjordis war ein Leistungssegelflugzeug des britischen Herstellers Slingsby Sailplanes aus der Mitte der 1930er Jahre. Das Flugzeug ist nach der weiblichen Sagengestalt Hjördis in der nordischen Mythologie benannt, erhielt aber keine sonst übliche Slingyby-Typennummer. Es wurde nur ein einziges Exemplar hergestellt. Manchmal wird das Flugzeug auch nach seinem Hauptkonstrukteur als Buxton Hjordis bezeichnet.

## Geschichte

### Konstrukteure
Konstruiert wurde die Hjordis hauptsächlich von Mungo Buxton, einem Staffelführer der RAF. Zusammen mit dem Piloten Philip Wills beauftragte er 1934 Slingsby mit dem Bau der Maschine. Zwar zeigten die Zeichnungen von Buxton die wesentlichen für den Bau wichtigen Konstruktionsmerkmale, ein Großteil der Ausführungsdetails wurde jedoch erst in den Werkstätten von Slingsby beim Bau entwickelt und nie zu Papier gebracht. Buxton war ein bekannter britischer Segelflugzeugpilot und Autor entsprechender Artikel in dem BGA-Magazin Sailplane & Glider. Wills war der zweite Pilot in Großbritannien, der den Silver-C-Schein erwerben konnte.

### 1935
Die Hjordis trat bei den Wettbewerben der British Gliding Association (BGA) 1935 in Sutton Bank zum ersten Mal öffentlich in Erscheinung. Wills errang hier den de Havilland Cup für die beste Steigleistung und den Manio Cup für eine vorher festgelegte „Überlandflugstrecke“ über 23,6 Meilen (38 km).

### 1936
Im Juli 1936 stellte Mills mit einem Flug von Dunstable nach Lowestoft über 104 Meilen (166 km) einen britischen Streckenrekord auf, wobei sich jedoch die Beschränkungen des engen Cockpits als sehr belastend für den Piloten erwiesen. Als Ad-hoc-Lösung wurden halbmondförmige Löcher in den Rumpf direkt unterhalb der Cockpit-Abdeckung geschnitten. Die Schultern von Wills lagen von da an bei allen weiteren Flügen im Fahrtwind.
Als größten Nachteil erwies sich jedoch das Fehlen jeglicher Spoiler oder Luftbremsen, was zu einigen leichteren Landeunfällen führte. Ursprünglich waren Spreizklappen an den Rudern vorgesehen, die bei Betätigen der Ruder nach links oder rechts sich beide zusammen bewegen. Die Bremsfunktion wurde aktiviert, indem der Pilot beide Pedale gleichzeitig betätigt, die beiden Ruderklappen sich gegensinnig bewegten und dadurch einen hohen Luftwiderstand erzeugen konnten.
Auch bei den 1936er-Wettbewerben der BGA konnte Wills den Überlandflugpreis erringen. Ein britischer Meister wurde damals noch nicht ermittelt.

### 1937
Die ersten internationalen Meisterschaften im Segelflug wurden im Juli 1937 in Deutschland auf der Wasserkuppe durchgeführt, wobei auch fünf britische Segelflieger teilnahmen. Auch hier flog Wills die Hjordis statt der neueren, aber weniger zuverlässigen Slingsby King Kite. Wills landete als 14. des Wettbewerbs im Mittelfeld. Kurz nach der Rückkehr des britischen Teams wurden in Derbyshire die Britischen nationalen Meisterschaften 1937 nach neuen Regeln durchgeführt, wobei besonderer Wert auf Streckenflüge gelegt wurde. Wills gewann mit drei Flügen von je über 68 Meilen (109 km).

### Verbleib
1938 verkaufte Wills die Hjordis an ein Syndikat nach Johannesburg, wo sie das offizielle Luftfahrzeugkennzeichen ZS-23 erhielt. Auf den Fotos aus dieser Zeit trägt sie jedoch weiterhin ihre Markierung G-GAAA und die Teilnehmernummer 15, die sie für die Wettbewerbe 1937 erhalten hatte. Das Flugzeug wurde noch für einige Jahre in Südafrika geflogen, der endgültige Verbleib ist jedoch unbekannt.

## Konstruktion
Die Hjordis besaß einen freitragenden Tragflügel mit einer hohen Streckung und einem stark gewölbten und an der Wurzel dicken Profil. Hierzu wurde das Göttingen-652-Profil gewählt, das auch von der DFS Fafnir von Alexander Lippisch, dem Kakadu und der Austria von Kupper verwendet wurde. Die Tragfläche saß auf einem hohen Pylon, der auch die „Kopfstütze“ des Piloten bildete. Von vorne betrachtet war die Unterseite des Flügels genau horizontal ausgerichtet, lediglich die abnehmende Dicke zu den Spitzen hin führte zum Eindruck einer leicht negativen V-Stellung. Die Abnahme der Tiefe des im Grundriss trapezförmigen Flügels zu den Spitzen hin, war mit einem Tiefenverhältnis von 1:4 sehr ausgeprägt. Ungewöhnlich war die Sperrholzbeplankung über die gesamte Tiefe bis zum hinteren Holm, der als Hilfsholm ausgelegt war. Im Gegensatz zu den damaligen Tragflächen, die ab dem vorderen Holm mit Stoff bespannt waren, blieb die Profilform der Hjordis auch bei hohen Belastungen besser erhalten und der Flügel hatte insgesamt eine höhere Torsionssteifigkeit. Nachteilig war jedoch die damit verbundene Gewichtserhöhung. Sämtliche Ruderflächen waren stoffbespannt.
Der Rumpf war in Halbschalenbauweise ausgelegt, wobei vier Hauptlongerons und kreisrunde Spanten die über den gesamten Rumpf reichende Sperrholzbeplankung trugen.
Die Abmessungen der Hjordis waren, im Gegensatz zu den meisten zeitgenössischen deutschen Konstruktionen, relativ klein, um die Handhabung und den Betrieb auch für Vereine zu ermöglichen, die nur wenige Mitglieder haben.
Das Cockpit der Hjordis war ebenfalls außergewöhnlich klein und eng ausgelegt, dies führte z. B. dazu, dass die Betätigung der Querruder nicht durch das Schwenken des Steuerknüppels nach den Seiten, sondern nur durch ein kleines Rad auf der Steuersäule erfolgten konnte.

## Technische Daten
| Kenngröße                      | Daten                                   |
| ------------------------------ | --------------------------------------- |
| Besatzung                      | 1                                       |
| Länge                          | 6,58 m                                  |
| Spannweite                     | 15,55 m                                 |
| Flügelfläche                   | 10,53 m²                                |
| Flügelstreckung                | 21,1                                    |
| Tragflächenbelastung           | 20,7 kg/m²                              |
| Tragflügelprofil               | Wurzel: Göttingen Gö 652 Spitze: RAF 32 |
| Leermasse                      | 144,0 kg                                |
| max. Startmasse                | 217,47 kg                               |
| max. geflogene Geschwindigkeit | 200 km/h                                |